# 世尊院 (文京区)
世尊院（せそんいん）は、東京都文京区にある天台宗の寺院。

## 歴史
1695年（元禄8年）、お伝の方の開基である。お伝の方は館林藩藩主徳川綱吉の側室で、綱吉の子を産んだ唯一の女性である。
綱吉が江戸幕府第5代将軍に就任した翌年の1681年（延宝9年）、お伝の方の父が亡くなり、お伝の方は父の供養をして過ごしていた。1695年（元禄8年）、幕命によりお伝の方の父の菩提を弔う寺院を創建することになった。創建に際しては小普請組を動員したり、寺領として200石を与えるなど、幕府当局もかなり力を入れていた。
このような経緯から、寺の什器には葵紋が印されていたという。また境内には、吹上御庭（現吹上御苑）から移したという「吹上稲荷」と呼ばれる稲荷社があったが、度々の火災で何れも現存しない。

## 寺宝等
- 釈迦如来像（本尊）

本来は文殊菩薩・普賢菩薩を加えた釈迦三尊であったが、両菩薩は1945年（昭和20年）の空襲で焼失してしまった。

## 交通アクセス
- 千駄木駅より徒歩4分（経路案内）。